# Conferència de Hèlsinki
La Conferència de Hèlsinki, o Conferència sobre Seguretat i Cooperació a Europa (CSCE), celebrada a Hèlsinki entre el 1972 i el 1975, era hereva del Tractat de Seguretat Col·lectiva a Europa, firmat a Moscou el 1954. Però la cita del 1972 tenia un esperit completament nou: hi hagué la presència de 35 estats i va arribar a acords polítics que van seguir plenament vigents fins als anys noranta. La Conferència de Hèlsinki va ser el fòrum diplomàtic que va reconèixer els resultats territorials sorgits de la Segona Guerra Mundial.
A la capital finlandesa es van intercanviar, bàsicament, dos principis. Els soviètics van obtenir el reconeixement que les fronteres europees existents en aquella època (i, per tant, les de la RDA) no s'havien d'alterar per la força: aquesta era la seva gran reivindicació des de la implantació dels règims comunistes a l'Est. A canvi, els soviètics havien de reconèixer un marc més ampli per a la cooperació econòmica, social i tècnica amb els occidentals, que també incloïa, sobretot, una discussió Est-Oest sobre els drets humans i la violació d'aquests drets.
Els països occidentals van exigir compromisos per part dels soviètics sobre la protecció de la llibertat de les persones, la informació i les idees, incloent, per fer-los complir, uns comitès d'observadors que s'haurien d'establir i actuar als països signants, començant per la mateixa Unió Soviètica.
El capítol sobre drets humans podria implicar el germen d'un cert aperturisme als països de l'Est, cosa que va passar en un grau no fàcilment quantificable, exceptuant el cas de Polònia, on va tenir conseqüències transcendentals.
Per part soviètica, l'estructura de les fronteres vigents es va respectar fins a l'enfonsament dels sistemes comunistes a partir del 1989, encara que d'entrada els occidentals només havien accedit a declaracions no vinculants i van refusar admetre la immutabilitat de les europees.

## Acords de Hèlsinki
L'Acta Final de Hèlsinki, Acords de Hèlsinki o Declaració de Hèlsinki va ser l'acte final de l'Organització per a la Seguretat i la Cooperació a Europa, celebrada a Hèlsinki durant els mesos de juliol i l'1 d'agost de 1975. Trenta-cinc estats, incloent-hi els Estats Units, Canadà, i tots els Estats europeus excepte Albània i Andorra, va signar la declaració en un intent de millorar les relacions entre el bloc comunista i l'Oest. Els Acords de Hèlsinki, però, no són vinculants, ja que no tenen la condició de tractat.

## Articles
Llei de Declaració de Principis que regeixen les relacions entre els Estats Participants (també conegut com El Decàleg). S'enumeren els següents 10 punts:
1. Respectar els drets inherents a la sobirania
2. Per no recórrer a l'amenaça o a l'ús de la força
3. La inviolabilitat de les fronteres
4. Integritat territorial dels Estats
5. Solució pacífica de controvèrsies
6. La no-intervenció en els assumptes interns
7. El respecte pels drets humans i les llibertats fonamentals
8. Igualtat de drets dels pobles i el dret dels pobles a la lliure determinació
9. Cooperació entre els Estats
10. El compliment de bona fe de les obligacions en virtut del dret internacional